# 1783
Het jaar 1783 is het 83e jaar in de 18e eeuw volgens de christelijke jaartelling.

## Gebeurtenissen
januari
- 1 - De Schotse Brigade wordt na twee eeuwen genationaliseerd. De officieren moeten hun eed van trouw aan de Britse koning herroepen. Van hen weigeren 55 dit te doen; zij keren terug naar hun vaderland.
- 20 - De voormalige Hollandse handelspost Negapatnam wordt bij de onderhandelingen tussen Frankrijk, Spanje en Engeland door Charles Gravier, de graaf van Vergennes aan de Engelsen afgestaan.

februari
- 5 - Aardbeving in de omgeving van Monteleone (Calabrië) in Italië om 7 uur ’s avonds, met 26.750 doden.

maart
- 17 - Oprichting bij keizerlijk edict van het Comité voor de Religiekas, dat de kloosteropheffingen van keizer Jozef II in de Oostenrijkse Nederlanden moet uitvoeren, en dat de opbrengsten ervan moet besteden aan pensioenen, godshuizen en kerkhoven.
- 26 - De Britse regering-Shelburne treedt af na interne strubbelingen en aanvaringen met het parlement.

mei
- 13 - De Zwarte Zeevloot wordt opgericht door Grigori Potjomkin.

juni
- 5 - De Franse broers Joseph Michel en Jacques Étienne Montgolfier maken de eerste onbemande vaart met een heteluchtballon in Annonay.
- 8 - De vulkaan Laki op IJsland barst uit. De eruptie zal negen maanden duren, met merkwaardig gekleurde luchten tot gevolg. De door de wind meegevoerde zwaveldampen zorgen in heel West-Europa voor mislukte oogsten en, tezamen met de eropvolgende strenge winter, voor vele duizenden slachtoffers.
- 13 tot 30 - De familiehoofden in het Huis Nassau ondertekenen de Erneuerte Nassauische Erbverein, een familieverdrag met als doel de Nassause landen binnen de familie te houden. Het Nederlandse stadhouderschap staat buiten dit verdrag, dat betrekking heeft op de Duitse erflanden van de Nassaus. In het verdrag erkennen de Walramse en de Ottoonse tak elkaar als erfgenaam.

juli
- 15 - De eerste stoomboot, de Pyroscaphe, een uitvinding van Claude de Jouffroy d'Abbans, maakt zijn eerste tocht, op de Saône in Lyon.
- 26 - Het eerste exercitiegenootschap De Vrijheid te Dordrecht opgericht. De patriotten willen de oude vrijheid heroveren op de Oranjes.
- juli - In Arnhem breekt rode loop uit. De epidemie zal vier maanden rondgaan en 4000 doden eisen.

augustus
- 16 - In Amsterdam komt voor het eerst een groep patriotten uit het land bijeen op initiatief van de Gelderse edelman Robert Jan van der Capellen. Ook zijn neef Joan Derk van der Capellen tot den Pol is aanwezig. Hij pleit voor de oprichting van burgercommissies.
- 27 - Een onbemande waterstofballon, gemaakt door Jacques Charles en de gebroeders Noël en Jean Robert vliegt over 25 km van Parijs naar Gonesse, waar het door verschrikte burgers wordt vernietigd.

september
- 3 - De Vrede van Versailles wordt getekend, het definitieve einde van de Amerikaanse Onafhankelijkheidsoorlog.
- 19 - De gebroeders Montgolfier laten een schaap, een eend en een haan in een heteluchtballon opstijgen voor een demonstratie voor Lodewijk XVI van Frankrijk, de ballon bereikt zo'n 500 meter en brengt de dieren weer heelhuids terug.

oktober
- 20 - Explosie op het linieschip Rhynland, nabij Texel. Van de 224 opvarenden komen er 8 om het leven en raken 38 man gewond.[1]
- 31 - De eerste Nederlandse gezant in de Verenigde Staten van Amerika, Pieter Johan van Berckel, overhandigt zijn geloofsbrieven aan het Congres van de Confederatie in Nassau Hall, Princeton.

november
- 21 - De eerste bemande ballonvaart vindt plaats met een Montgolfiére genoemd naar de uitvinders, de gebroeders Montgolfier, met aan boord o.a. de Franse natuurkundige Jean-François Pilâtre de Rozier.
- 21 - De Nederlandse natuurkundige Jan Pieter Minckelers en zijn assistent Van Bouchaute laten een onbemande ballon gevuld met koolgas  opstijgen te Heverlee.

december
- 1 december - Professor Jacques Charles, en zijn assistent Noël Robert, maken de eerste vlucht in een met waterstof gevulde ballon (de Charliere). Op zijn tweede vlucht bereiken ze een hoogte van 2700 m boven Vivarais. Ze maken een vlucht van Parijs naar Nesles  over 42 km.
- december - De Nederlander J. van Noorden laat boven Rotterdam  een onbemande luchtballon van eigen ontwerp los, de ballon wordt later in Lekkerkerk  teruggevonden.

zonder datum
- De toren van de Martinikerk in Doesburg, door de eeuwen heen al meerdere keren door blikseminslag afgebrand, krijgt als eerste bouwwerk in Nederland een bliksemafleider, ontwikkeld door Cornelis Rudolphus Theodorus Krayenhoff.

## Muziek
- 1 maart - Eerste optreden voor een breder publiek van de Königliche Hofkapelle zu Berlin
- 26 oktober - De Mis in c klein, de Grote Mis van Mozart, hoewel onvoltooid, beleeft zijn première in de St.-Peterkerk in Salzburg.
- 23 november - In de reeks concerten die Karel Filip Stamic verzorgt in het Stadhouderlijk Kwartier van Den Haag, speelt de twaalfjarige Ludwig van Beethoven fortepiano. Hij is met zijn moeder voor de tweede maal uit Bonn overgekomen.
- Domenico Cimarosa componeert La Circe

## Beeldende kunst

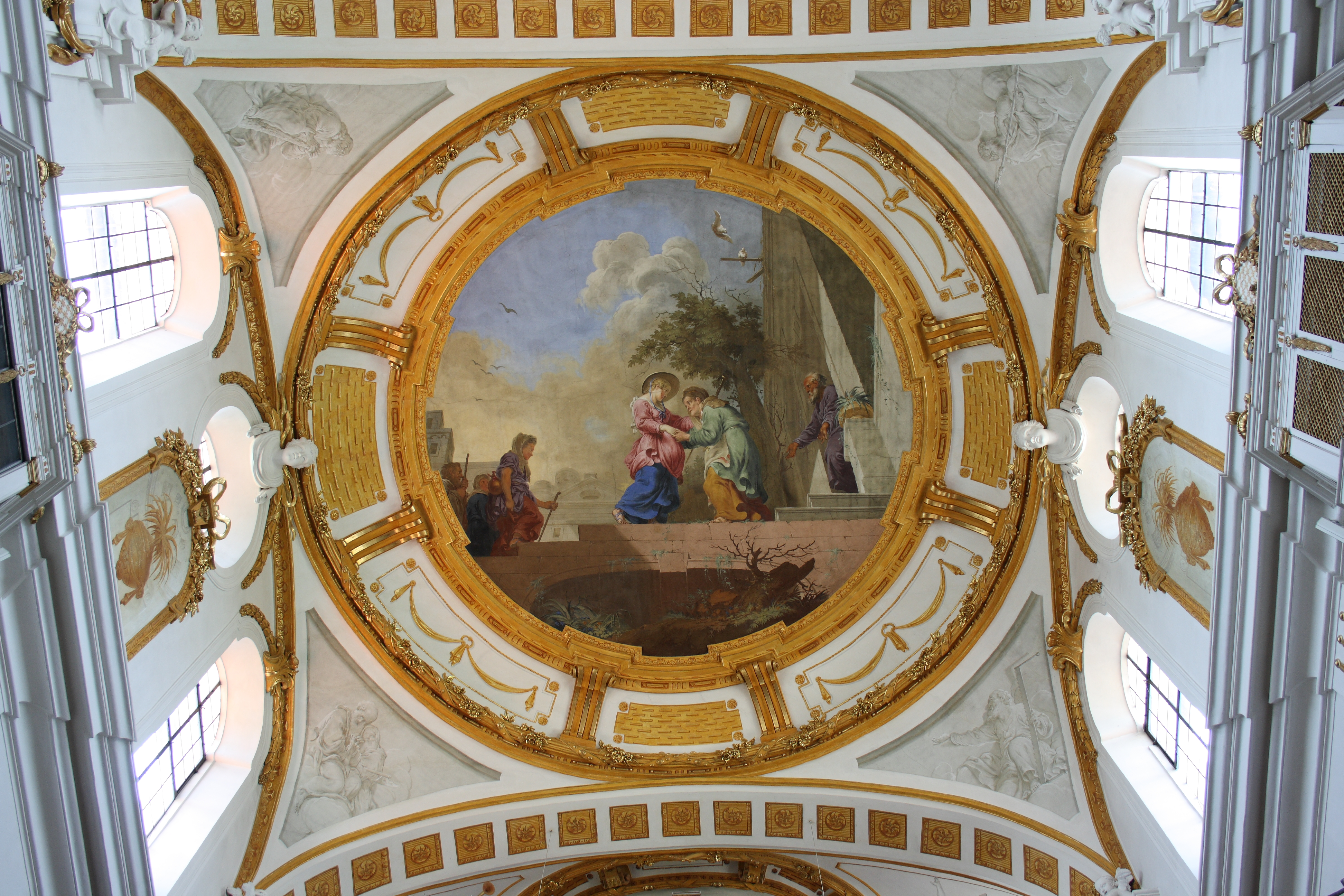
Fresco St. Peter und Paul, Elchingen, Januarius Zick (ca. 1783)

## Bouwkunst

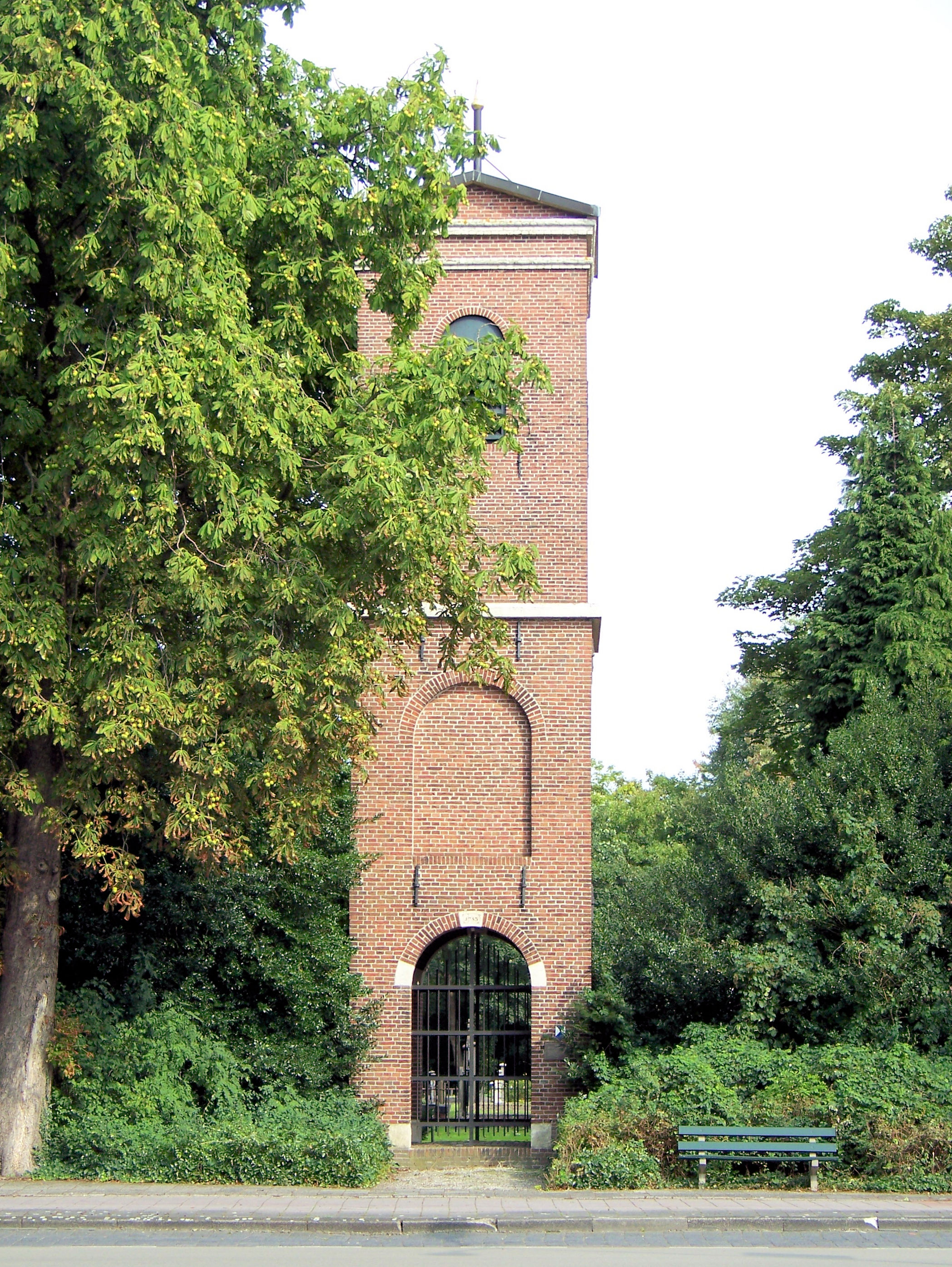
Klokkentoren, Hoogezand (1783)

## Geboren
januari
- 12 - Erik Gustaf Geijer, Zweeds schrijver, historicus, dichter, filosoof en componist (overleden 1847)
- 19 - Adrianus Tollus, Nederlands architect (overleden 1847)
- 23 - Stendhal, Frans schrijver (overleden 1842)

februari
- 28 - Gabriele Rossetti, Italiaans-Engels dichter en geleerde (overleden 1854)

mei
- 8 - Thomas Bibb, Amerikaans politicus (overleden 1839)
- 22 - William Sturgeon, Brits natuurkundige en uitvinder (overleden 1850)

oktober
- 22 - Constantine Rafinesque-Schmaltz, Frans-Amerikaans homo universalis (overleden 1840)

## Overleden
april
- 7 - Ignaz Holzbauer (71), Oostenrijks componist
- 16 - Benedictus Jozef Labre (35), Franse heilige

juli
- 27 - Johann Kirnberger (62), Duits muzikant, componist en muziektheoreticus

augustus
- 4 - Johannes Rach (± 63),  Deens kunstenaar

oktober
- 31 - John Spencer (48), Engels edelman

december
- 20 - Padre Antonio Soler (54), Catalaans componist en organist
- 23 - Johann Adolf Hasse (84), Duits componist